# إغناثيو بوليفار
إغناثيو بوليفار (بالإسبانية: Ignacio Bolívar y Urrutia) هو عالم حيوانات وعالم حشرات إسباني، ولد في 9 نوفمبر 1850 في مدريد في إسبانيا، وتوفي في 19 نوفمبر 1944 في مدينة مكسيكو في المكسيك.